# 2. HNL 2007./08.
Sezone 2007./2008. igrala se jedinstvena 2. HNL, kao i sezonu ranije. Novi drugoligaši su bili NK Istra 1961, NK Kamen Ingrad (ispali iz 1. HNL), te HNK Segesta, NK Slavonac CO Stari Perkovci, NK Vinogradar i NK Trogir (iz 3. HNL). Budući da Naftaš HAŠK nije dobio licencu, kutinska je Moslavina ostala u 2. HNL.
Naslov prvaka i plasman u prvu HNL osvojila je NK Croatia Sesvete. 

## Momčadi
- Belišće – Belišće
- Croatia – Sesvete
- Hrvatski dragovoljac – Zagreb
- Imotski – Imotski
- Istra 1961 – Pula
- Kamen Ingrad – Velika
- Marsonia – Slavonski Brod
- Moslavina – Kutina
- Mosor – Žrnovnica
- Pomorac – Kostrena
- Segesta – Sisak
- Slavonac CO – Stari Perkovci
- Solin – Solin
- Trogir – Trogir
- Vinogradar Mladina – Jastrebarsko
- Vukovar '91 – Vukovar

## Ljestvica
| Poz. | Momčad               | U  | P  | N  | I  | G+ | G– | G+/– | Bod. | Promocija ili ispadanje |
| ---- | -------------------- | -- | -- | -- | -- | -- | -- | ---- | ---- | ----------------------- |
| 1.   | Croatia Sesvete (P)  | 30 | 20 | 6  | 4  | 67 | 25 | +42  | 66   | 1. HNL                  |
| 2.   | Hrvatski dragovoljac | 30 | 19 | 7  | 4  | 60 | 28 | +32  | 64   | kvalifikacije za 1. HNL |
| 3.   | Istra 1961           | 30 | 17 | 7  | 6  | 42 | 14 | +28  | 58   |                         |
| 4.   | Pomorac              | 30 | 14 | 7  | 9  | 42 | 28 | +14  | 49   |                         |
| 5.   | Vinogradar           | 30 | 12 | 8  | 10 | 42 | 43 | −1   | 44   |                         |
| 6.   | Slavonac CO          | 30 | 14 | 2  | 14 | 44 | 51 | −7   | 44   |                         |
| 7.   | Segesta              | 30 | 11 | 10 | 9  | 39 | 37 | +2   | 43   |                         |
| 8.   | Trogir               | 30 | 12 | 6  | 12 | 40 | 37 | +3   | 42   |                         |
| 9.   | Moslavina            | 30 | 11 | 8  | 11 | 51 | 42 | +9   | 41   |                         |
| 10.  | Imotski              | 30 | 11 | 7  | 12 | 49 | 53 | −4   | 40   |                         |
| 11.  | Mosor                | 30 | 10 | 8  | 12 | 27 | 42 | −15  | 38   |                         |
| 12.  | Solin                | 30 | 10 | 7  | 13 | 46 | 48 | −2   | 37   |                         |
| 13.  | Marsonia (R)         | 30 | 8  | 7  | 15 | 34 | 58 | −24  | 31   | 3. HNL                  |
| 14.  | Kamen Ingrad (R)     | 30 | 7  | 7  | 16 | 26 | 49 | −23  | 28   | 3. HNL                  |
| 15.  | Vukovar '91 (R)      | 30 | 6  | 6  | 18 | 29 | 53 | −24  | 24   | 3. HNL                  |
| 16.  | Belišće (R)          | 30 | 3  | 7  | 20 | 23 | 53 | −30  | 16   | 3. HNL                  |

## Jesenski dio prvenstva
1. kolo, 18./19. kolovoza
- Pomorac – Istra 1961 0:1
- Moslavina – Trogir 3:2
- Slavonac – Solin 1:2
- Hrvatski dragovoljac – Kamen Ingrad 3:0
- Vukovar '91 – Croatia Sesvete 2:3
- Mosor – Marsonia 2:1
- Imotski – Segesta 0:2
- Belišće – Vinogradar 0:0

2. kolo, 24./25./26. kolovoza
- Sesvete – Mosor 1:1
- Kamen Ingrad – Vukovar '91 2:1
- Solin – Hrvatski dragovoljac 0:0
- Istra 1961 – Vinogradar 4:0
- Segesta – Belišće 2:0
- Marsonia – Imotski 3:3
- Trogir – Slavonac 3:0
- Pomorac – Moslavina 1:0

3. kolo, 1./2. rujna
- Moslavina – Istra 1961 0:0
- Slavonac – Pomorac 1:2
- Vukovar '91 – Solin 1:2
- Mosor Kamen – Ingrad 1:0
- Belišće – Marsonia 0:1
- Imotski – Croatia Sesvete 0:2
- Vinogradar – Segesta 1:1
- Hrvatski dragovoljac – Trogir 2:0

4. kolo, 5. rujna
- Solin – Mosor 0:1
- Trogir – Vukovar '91 4:1
- Pomorac – Hrvatski dragovoljac 3:3
- Moslavina – Slavonac 6:2
- Istra 1961 – Segesta 5:1
- Marsonia – Vinogradar 2:1
- Croatia Sesvete – Belišće 4:1
- Kamen Ingrad – Imotski 2:0

5. kolo, 9. rujna
- Belišće – Kamen Ingrad 1:1
- Vinogradar – Croatia Sesvete 2:0
- Segesta – Marsonia 4:1
- Slavonac – Istra 1961 0:0
- Hrvatski dragovoljac – Moslavina 2:1
- Vukovar '91 – Pomorac 2:1
- Mosor – Trogir 0:2
- Imotski – Solin 2:0

6. kolo, 14./15./16. rujna
- Kamen Ingrad – Vinogradar 0:1
- Solin – Belišće 1:3
- Istra 1961 – Marsonia 6:0
- Croatia Sesvete – Segesta 3:0
- Moslavina – Vukovar '91 0:0
- Slavonac – Hrvatski dragovoljac 2:4
- Trogir – Imotski 1:0
- Pomorac – Mosor 2:0

7. kolo, 22./23. rujna
- Segesta – Kamen Ingrad 1:1
- Vukovar '91 – Slavonac 4:1
- Mosor – Moslavina 1:2
- Imotski – Pomorac 0:4
- Belišće – Trogir 3:1
- Vinogradar – Solin 2:2
- Marsonia – Croatia Sesvete 1:3
- Hrvatski dragovoljac – Istra 1961 1:0

8. kolo, 28./29./30. rujna
- Kamen Ingrad – Marsonia 0:0
- Istra 1961 – Croatia Sesvete 0:0
- Pomorac – Belišće 3:1
- Moslavina – Imotski 1:0
- Slavonac – Mosor 4:0
- Hrvatski dragovoljac – Vukovar '91 3:1
- Solin – Segesta 7:1
- Trogir – Vinogradar 0:2

9. kolo, 6./7. listopada
- Segesta – Trogir 2:2
- Vukovar '91 – Istra 1961 0:2
- Mosor – Hrvatski dragovoljac 1:1
- Imotski – Slavonac 6:1
- Belišće – Moslavina 0:0
- Croatia Sesvete – Kamen Ingrad 5:1
- Vinogradar – Pomorac 2:0
- Marsonia – Solin 2:2

10. kolo, 14. listopada
- Istra 1961 – Kamen Ingrad 0:0
- Solin – Croatia Sesvete 1:4
- Trogir – Marsonia 4:1
- Pomorac – Segesta 1:1
- Moslavina – Vinogradar 3:0
- Slavonac – Belišće 1:0
- Hrvatski dragovoljac – Imotski 2:2
- Vukovar '91 – Mosor 2:0

11. kolo, 19./20./21. listopada
- Kamen Ingrad – Solin 1:0
- Segesta – Moslavina 0:0
- Croatia Sesvete – Trogir 0:0
- Mosor – Istra 1961 0:0
- Imotski – Vukovar '91 3:0
- Belišće – Hrvatski dragovoljac 1:2
- Vinogradar – Slavonac 3:1
- Marsonia – Pomorac 3:2

12. kolo, 27./28. listopada
- Moslavina – Marsonia 2:1
- Slavonac – Segesta 2:2
- Vukovar '91 – Belišće 1:1
- Mosor – Imotski 2:2
- Istra 1961 – Solin 2:1
- Trogir – Kamen Ingrad 1:0
- Pomorac – Croatia Sesvete 2:2
- Hrvatski dragovoljac – Vinogradar 2:2

13. kolo, 2./3./4. studenog
- Kamen Ingrad – Pomorac 1:1
- Solin – Trogir 2:1
- Croatia Sesvete – Moslavina 4:0
- Segesta – Hrvatski dragovoljac 0:0
- Imotski – Istra 1961 0:0
- Belišće – Mosor 0:3
- Vinogradar – Vukovar '91 1:1
- Marsonia – Slavonac 3:0

14. kolo, 10./11. studenog
- Istra 1961 – Trogir 2:0
- Vukovar '91 – Segesta 0:2
- Mosor – Vinogradar 2:3
- Imotski – Belišće 3:2
- Moslavina – Kamen Ingrad 3:0
- Slavonac – Croatia Sesvete 0:1
- Hrvatski dragovoljac – Marsonia 2:1
- Pomorac – Solin 1:0

15. kolo, 16./17./18./20. studenog
- Kamen Ingrad – Slavonac 0:1
- Croatia Sesvete – Hrvatski dragovoljac 0:4
- Solin – Moslavina 2:0
- Trogir – Pomorac 0:2
- Vinogradar – Imotski 2:0
- Segesta – Mosor 0:0
- Marsonia – Vukovar '91 1:0
- Belišće – Istra 1961 0:3

16. kolo, 23./24./25. studenog
- Kamen Ingrad – Hrvatski dragovoljac 2:1
- Croatia Sesvete – Vukovar '91 3:0
- Solin – Slavonac 3:1
- Istra 1961 – Pomorac 0:1
- Segesta – Imotski 5:1
- Vinogradar – Belišće 3:1
- Trogir – Moslavina 1:0
- Marsonia – Mosor 1:1

17. kolo, 1./2. prosinca
- Slavonac – Trogir 3:2
- Moslavina – Pomorac 1:1
- Belišće – Segesta 0:1
- Imotski – Marsonia 1:1
- Mosor – Croatia Sesvete 0:4
- Vukovar '91 – Kamen Ingrad 2:1
- Hrvatski dragovoljac – Solin 2:1
- Vinogradar – Istra 1961 2:1

## Ljestvica nakon jesenskog dijela sezone
| mj. | klub                          | pob. | neod. | por. | gol raz. | bod. |
| 1.  | NK Croatia Sesvete            | 11   | 4     | 2    | 39:15    | 37   |
| 2.  | NK Hrvatski dragovoljac       | 10   | 6     | 1    | 34:17    | 36   |
| 3.  | NK Vinogradar                 | 9    | 5     | 3    | 27:20    | 32   |
| 4.  | NK Istra 1961                 | 8    | 6     | 3    | 26:6     | 30   |
| 5.  | NK Pomorac Kostrena           | 8    | 5     | 4    | 27:18    | 29   |
| 6.  | NK Moslavina                  | 7    | 5     | 5    | 22:17    | 26   |
| 7.  | NK Segesta                    | 6    | 8     | 3    | 25:24    | 26   |
| 8.  | NK Trogir                     | 7    | 2     | 8    | 24:23    | 23   |
| 9.  | NK Solin                      | 6    | 3     | 8    | 26:25    | 21   |
| 10. | NK Marsonia                   | 5    | 5     | 7    | 23:33    | 20   |
| 11. | NK Mosor                      | 4    | 6     | 7    | 15:25    | 18   |
| 12. | NK Imotski                    | 4    | 5     | 8    | 23:30    | 17   |
| 13. | NK Kamen Ingrad               | 4    | 5     | 8    | 12:22    | 17   |
| 14. | HNK Vukovar '91               | 4    | 3     | 10   | 18:30    | 15   |
| 15. | NK Slavonac CO Stari Perkovci | 4    | 2     | 11   | 21:41    | 14   |
| 16. | NK Belišće                    | 2    | 4     | 11   | 14:30    | 10   |

- Jesenski prvak je NK Croatia Sesvete

## Proljetni dio prvenstva
18. kolo, 1./2. ožujka
- Solin – Vukovar '91 1:1
- Kamen Ingrad – Mosor 0:2
- Croatia Sesvete – Imotski 4:0
- Marsonia – Belišće 1:1
- Segesta – Vinogradar 1:0
- Istra 1961 – Moslavina 2:0
- Pomorac – Slavonac 0:2
- Trogir – Hrvatski dragovoljac 2:2

19. kolo, 8./9. ožujka
- Segesta – Istra 1961 0:1
- Belišće – Croatia Sesvete 0:0
- Slavonac – Moslavina 2:0
- Mosor – Solin 2:1
- Vukovar '91 – Trogir 0:1
- Hrvatski dragovoljac – Pomorac 1:0
- Imotski – Kamen Ingrad 3:1
- Vinogradar – Marsonia 1:1

20. kolo, 14./15./16. ožujka
- Kamen Ingrad – Belišće 3:1
- Croatia Sesvete – Vinogradar 5:1
- Marsonia – Segesta 1:0
- Istra 1961 – Slavonac 0:1
- Moslavina – Hrvatski dragovoljac 1:2
- Solin – Imotski 1:1
- Pomorac – Vukovar '91 4:0
- Trogir – Mosor 0:2

21. kolo, 19./20./22. ožujka
- Belišće – Solin 1:1
- Mosor – Pomorac 0:1
- Vukovar '91 – Moslavina 1:1
- Hrvatski dragovoljac – Slavonac 3:0
- Marsonia – Istra 1961 0:2
- Segesta – Croatia Sesvete 2:1
- Vinogradar – Kamen Ingrad 3:0
- Imotski – Trogir 2:0

22. kolo, 25./26. ožujka
- Istra 1961 – Hrvatski dragovoljac 1:0
- Slavonac – Vukovar '91 2:0
- Moslavina – Mosor 5:1
- Trogir – Belišće 2:0
- Solin – Vinogradar 4:5
- Kamen Ingrad – Segesta 0:0
- Croatia Sesvete – Marsonia 2:0
- Pomorac – Imotski 0:0

23. kolo, 29./30. ožujka
- Croatia Sesvete – Istra 1961 2:1
- Marsonia – Kamen Ingrad 0:1
- Segesta – Solin 1:1
- Mosor – Slavonac 1:0
- Vukovar '91 – Hrvatski dragovoljac 1:3
- Vinogradar – Trogir 1:1
- Belišće – Pomorac 1:2
- Imotski – Moslavina 3:1

24. kolo, 6. travnja
- Istra 1961 – Vukovar '91 1:0
- Hrvatski dragovoljac – Mosor 3:0
- Slavonac – Imotski 5:1
- Moslavina – Belišće 5:0
- Pomorac – Vinogradar 2:0
- Trogir – Segesta 2:1
- Solin – Marsonia 3:0
- Kamen Ingrad – Croatia Sesvete 1:2

25. kolo, 12./13. travnja
- Kamen Ingrad – Istra 1961 1:2
- Croatia Sesvete – Solin 4:0
- Marsonia – Trogir 1:0
- Segesta – Pomorac 1:0
- Belišće – Slavonac 0:1
- Mosor – Vukovar 1:1
- Imotski – Hrvatski dragovoljac 1:4
- Vinogradar – Moslavina 1:1

26. kolo, 19./20. travnja
- Istra 1961 – Mosor 0:0
- Slavonac – Vinogradar 1:0
- Pomorac – Marsonia 2:0
- Moslavina – Segesta 2:1
- Solin – Kamen Ingrad 3:0
- Vukovar '91 – Imotski 2:3
- Hrvatski dragovoljac – Belišće 2:0
- Trogir – Croatia Sesvete 1:0

27. kolo, 23. travnja
- Imotski – Mosor 4:0
- Croatia Sesvete – Pomorac 2:0
- Solin – Istra 1961 2:0
- Kamen Ingrad – Trogir 2:2
- Marsonia – Moslavina 4:3
- Belišće – Vukovar '91 2:0
- Segesta – Slavonac 1:2
- Vinogradar – Hrvatski dragovoljac 1:2

28. kolo, 26./27. travnja
- Istra 1961 – Imotski 2:1
- Mosor – Belišće 1:0
- Vukovar '91 – Vinogradar 1:0
- Slavonac – Marsonia 3:1
- Moslavina – Croatia Sesvete 3:3
- Pomorac – Kamen Ingrad 3:0
- Trogir – Solin 4:0
- Hrvatski dragovoljac – Segesta 0:1

29. kolo, 4. svibnja
- Trogir – Istra 1961 0:2
- Solin – Pomorac 2:0
- Kamen Ingrad – Moslavina 4:3
- Croatia Sesvete – Slavonac 2:1
- Marsonia – Hrvatski dragovoljac 2:4
- Segesta – Vukovar '91 4:1
- Vinogradar – Mosor 1:0
- Belišće – Imotski 2:3

30. kolo, 11. svibnja
- Istra 1961 – Belišće 2:1
- Imotski – Vinogradar 4:1
- Mosor – Segesta 2:1
- Vukovar '91 – Marsonia 3:0
- Hrvatski dragovoljac – Croatia Sesvete 0:1
- Slavonac – Kamen Ingrad 3:1
- Moslavina – Solin 4:1
- Pomorac – Trogir 1:1

## Kvalifikacije za 1. HNL 2008./09.
- Inter Zaprešić – Hrvatski dragovoljac Zagreb 2:0, 0:0

## Poveznice
- 1. HNL 2007./08.
- 3. HNL 2007./08.
- 4. HNL 2007./08.
- 5. rang HNL-a 2007./08.
- 6. rang HNL-a 2007./08.
- 7. rang HNL-a 2007./08.
- 8. rang HNL-a 2007./08.
- Hrvatski nogometni kup 2007./08.